# Блох, Иван

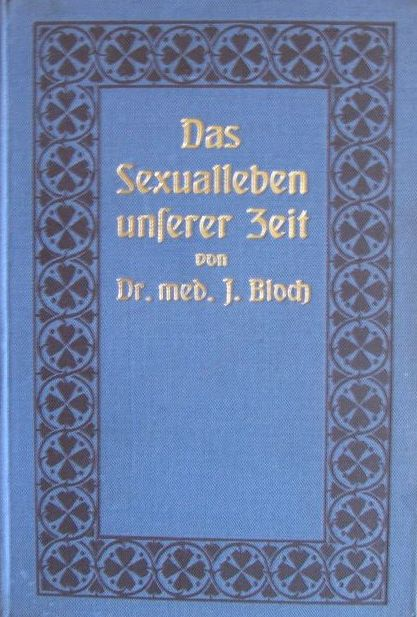
Das Sexualleben unserer Zeit, 1907

Ива́н Бло́х (псевдонимы Евгений Дюрен, Альберт Хаген, Ферифантор, Герхард фон Вельзенбург) (1872—1922) — немецкий врач, дерматолог, венеролог и сексолог. Один из основателей сексологии. Ярый сторонник евгеники.

## Биография
Из еврейской семьи. Его отец Луис Блох (1846—1892), торговец скотом, происходил из Бассума; мать — Роза Лизетта Мейер (1845—1921).
Медицину изучал в университетах Бонна, Гейдельберга, Берлина (1896).
В 1907 году в монографии «Сексуальная жизнь нашего времени в её отношениях к современной культуре» (нем. Das Sexualleben unserer Zeit in seinen Beziehungen zur modernen Kultur) Блох ввёл понятие сексология. В предисловии к этой книге он определяет сексологию как междисциплинарную науку и пишет, что «чисто медицинский взгляд на половую жизнь, хотя он всегда был ядром сексологии, недостаточен для понимания многогранных сексуальных отношений со всеми сферами человеческой жизни. Чтобы оценить всё значение любви в жизни человека и общества, а также её значение для культурного развития человечества, они должны войти в науку о человеке в целом, вобрав в себя и объединив вокруг себя все другие науки, общую биологию, антропологию и этнологию, философию и психологию, медицину, историю литературы и культуры во всём их объёме.».
В 1910 году вместе с Магнусом Хиршфельдом и Альбертом Эйленбургом провозгласил создание синтетической "науки о поле" — нем. Sexualwissenschaft.
В 1913 году содействовал организации "Медицинского общества по сексологии и евгенике".
В 1914 году совместно с Эйленбургом организовал издание сексологического журнала «Сексология и евгеника».
Блох писал также под псевдонимами (Евгений Дюрен, Альберт Хаген, Ферифантор, Герхард фон Вельзенбург) истории нравов и научные произведения о сексуальности.

## Отзывы
В 1905 году в «Трёх очерках по теории сексуальности» Зигмунд Фрейд отмечал, что исследования Блоха были направлены на антропологическое изучение теории сексуальности, а гомосексуальность до него исследовалась как патология.

## Произведения (выборочно)
- Anthropological Studies on the Strange Sexual Practices of All Races and All Ages (2001, Reprint der englischen Ausgabe von 1933)
- Beiträge zur Aetiologie der Psychopathia sexualis Vorrede Albert Eulenburg (1902)
- Englische Sittengeschichte (früher: Das Geschlechtsleben in England) (zwei Bände, 1912, als Dühren)
- Der Fetischismus (1903, als Veriphantor)
- Irrungen menschlicher Liebe (o.J., als Veriphantor)
- Der Marquis de Sade und seine Zeit. Ein Beitrag zur Cultur- und Sittengeschichte des 18. Jahrhunderts. Mit besonderer Beziehung auf die Lehre von der Psychopathia Sexualis 1900, als Dühren. −1. Aufl. Barsdorf, Berlin 1900; Max von Harrwitz, Berlin 1904; 5. Aufl. Barsdorf, Berlin 1915 (Reihe: Studien zur Geschichte des menschlichen Geschlechtslebens Bd. 1.). Inges. 7 Aufl. zu Lebzeiten. Zuletzt 1978: Heyne, München ISBN 3-453-50124-1
  - in Engl. (Auszüge): Marquis de Sade. His life and his works Übers. James Bruce. Castle/ Book Sales, NY 1948 (128 S.). Weitere Übers. ins Frz. und Span.
- Neue Forschungen über den Marquis de Sade und seine Zeit. Mit besonderer Berücksichtigung der Sexualphilosophie de Sade’s auf Grund des neuentdeckten Original-Manuskriptes seines Hauptwerkes (als Dühren); Nachdruck 1965; wieder VDM Verlag Dr. Müller, Saarbrücken 2007
- Die Prostitution (Band 1, 1912; der 2. Band erschien posthum 1925)
- Rétif-Bibliothek. Verzeichnis der französischen und deutschen Ausgaben und Schriften von und über Nicolas Edme Restif de la Bretonne (1906, u. d. Pseudonym Eugen Dühren)
- Rétif de la Bretonne. Der Mensch, der Schriftsteller, der Reformator (1906, gleiches Pseud.)
- Das Sexualleben unserer Zeit in seinen Beziehungen zur modernen Kultur (1907, das grundlegende Werk erlebte in der Folgezeit mehrere Auflagen.)
- Die sexuelle Osphresiologie (1906, als Albert Hagen)
- Der Ursprung der Syphilis. Eine medizinische und kulturgeschichtliche Untersuchung (1901)
- Das Versehen der Frauen in Vergangenheit und Gegenwart und die Anschauungen der Aerzte, Naturforscher und Philosophen darüber (1899, als Gerhard von Welsenburg)
- Projekt Gutenberg-DE:  Bibliothek der Sexualwissenschaft 36 Klassiker als Faksimile auf DVD. Hille & Partner ISBN 978-3-86511-524-9

переводы на русский язык
- Сексуальная жизнь нашего времени в её отношениях к современной культуре (пер. П. И. Лурье-Гиберман, 1907)
- История проституции (рус. пер. П. И. Лурье-Гиберман, 1913, 1994)